# Dinah Washington
Dinah Washington (egentlig Ruth Lee Jones, 29. august 1924 i Tuscaloosa, Alabama – 14. december 1963 i Detroit, Michigan) var en amerikansk blues-, jazz- og r&b-sangerinde.
Washington voksede op i Chicago og spillede som barn piano og sang i kirkekor. I 1942 begyndte hun at synge i orkester og sluttede sig hurtigt til Lionel Hamptons orkester, hvor hun blev til 1946. 
Hun fik senere kontrakt med Mercury Records og havde i slutningen af 1940'erne og begyndelsen af 1950'erne en række hits på r&b-hitlisten. Hendes store gennembrud kom i 1959 med What a Difference a Day Makes, der vandt en Grammy Award for bedste r&b-sang. Året efter indspillede hun to hits med Brook Benton: Baby (You've Got What it Takes) og A Rockin' Good Way (To Mess Around and Fall in Love). 
Dinah Washington døde af en overdosis piller og alkohol.

## Diskografi
- After Hours with Miss "D" (1954)
- Dinah Jams (1955)
- For Those in Love (1955)
- Dinah! (1956)
- In the Land of Hi-Fi (1956)
- The Swingin' Miss "D" (1957)
- Dinah Washington Sings Fats Waller (1957)
- Dinah Sings Bessie Smith (1958)
- Newport '58 (1958)
- What a Diff'rence a Day Makes! (1959)
- September In The Rain (1960)
- Unforgettable (1961)
- Drinking Again (1962)
- Tears and Laughter (1962)
- Back to the Blues (1963)
- Dinah '63 (1963)
- This Is My Story (1963)